# Eugen Mihăescu (scriitor)
Eugen Mihăescu (n. 16 iunie 1952, Șoldănești, România) este un sociolog, jurnalist, scriitor și editor român.

## Activitatea profesională
Studiază la Liceul „Mihai Eminescu” din Botoșani, după care urmează cursurile Facultății de Filosofie a Universității din București, obținând licența în Sociologie, 1976. Absolvă facultatea cu o lucrare despre receptarea presei scrise. Debutează în publicistică la revista Viața studențească. Debutul literar este girat de scriitorul Mircea Sântimbreanu. Încă din studenție este un apropiat al revistelor Amfiteatru, Luceafărul și România literară. Preocupat de universul țărănesc, se consideră un continuator al tradițiilor literare românești în acest domeniu. Timp de mai mulți ani lucrează ca sociolog de întreprindere. S-a afirmat și ca un inspirat jurnalist de turism și a fost, mai mulți ani, membru al „Federației Internaționale a Tinerilor Jurnaliști de Turism”, cu sediul la Bruxelles. A fost unul dintre inițiatorii și organizatorii spectacolelor intitulate „Serbările Scânteii Tineretului”. În anii '80 este redactor al ziarului Scînteia tineretului, organizator al serbărilor „Scînteia tineretului”, conducător al taberelor și turneelor cenaclului Suplimentului Literar-Artistic al Scînteii tineretului. Membru al conducerii Suplimentului Literar-Artistic al Scînteii tineretului, al revistei Flacăra și al ziarului „Dreptatea”. Ca jurnalist la Dreptatea a scris zilnic despre fenomenul Piața Universității. Este unul din fondatorii ziarului Tineretul liber, al agenției de presă A. M. Press, al editurii Călin, precum și al al revistei Școli și examene.
La 8 martie 1991, a fondat la București agenția de știri A.M. PRESS, prima agenție de presă cu capital privat din România postcomunistă. Numele agenției provine de la inițialele fondatorilor: poetul Lucian Avramescu și prozatorul Eugen Mihăescu.
Din anul 1993 își desfășoară activitatea ca editor și manager de editură.

## Activitatea literară
Proza lui Eugen Mihăescu, inspirată din noua viață a satului, se dovedește receptivă la soluționarea problemelor de ordin sociologic, iar romanul Țăranii de platină poate fi considerat una dintre cele mai interesante cărți, pe această temă, mai ales prin faptul că materia văzută realist își află rezolvarea în consonanță cu necesitățile unei construcții estetice.
Cărțile sale au atras atenția unor personalități ale culturii române, printre acestea numărându-se: Valeriu Râpeanu, Dinu Săraru, Mircea Sântimbreanu, Sânziana Pop, Nicolae Velea, Laurențiu Ulici, Lucian Avramescu, Mircea Florin Șandru, George Pruteanu.
Este membru al Uniunii Scriitorilor din România.

## Opere
Debutează în literatură în anul 1977, cu volumul de proză scurtă „Noaptea după ploaie”. Publica romanele „Țăranii de platină” (1984), „Trei zile uimitoare” (1987), „Și câinele râde” (1990) - roman cuprinzător în care se încearcă, utilizându-se tetehnici literare moderne, o altfel de investigație în lumea țărănească unde disoluția pare a fi, pe moment, completă. De asemenea, Eugen Mihăescu este autorul a două cărți de publicistică „Între solstiții și echinocții” (1981) și „Numele tău, Ioane” (1985). După 1990 publică mai multe cărți în editura proprie, dar nu neaparat cu pretenții literare, ci mai degrabă documentaristice: Codul bunelor maniere, Marele zodiac al iubirii, Carte românească de vise, Enciclopedia sfaturilor utile, Afrodiziace naturiste.
Trei zile uimitoare
Scris dintr-o singură suflare, romanul „Trei zile uimitoare” are, în fond, un pretext reportericesc. E urmărită, pas cu pas, pe parcursul a trei zile, existența/experiența unui personaj, inginer, proaspat absolvent de facultate. Câteva observații se impun: cele trei zile „uimitoare”, nu sunt alese la voia întâmplării. Selectarea lor intră la calculul foarte precis al romancierului. Astfel, sunt zile de trecere, de radicală schimbare a condiției protagonistului (profesională, etică, morala și, de ce nu, umană). Discursul românesc are (instituind totodată, o anume convenție) alură de colaj: crâmpeie de meditație nedisimulată, „serioasă”, autentic tensionată, se amestecă, după o regulă a imprevizibilului, cu versuri mai mult sau mai puțin cunoscute (inventate), cu fragmente din texte de muzică rock, cu decupare din/de personaje celebre, etc., totul, subordonat inerției funcționării limbajului interior.
Dincolo de modelele livrești, în parte, ușor detectabile, construcția romanului nu e nici simplă, dar nici excesiv, sofisticată. Fiindcă, în ultimă instantă - și, în acest punct, revine dimensiune simbolică a cărții -, ea rămâne fidelă premiselor; e vorba de primele zile din destinul de „producător” al tânărului inginer Vasile Ionescu.
Țăranii de platină
După o carte de proză scurtă (Noaptea după ploaie) și una de reportaje (Între solstiții și echinocții), Eugen Mihăescu ne oferă primul său roman, „Țăranii de platină” al cărui titlu trimite spre artificialitatea țărănului care se îndepărtează de sat pentru a răspunde tentației vieții urbane. Se simte în această carte experiența reporterului care a dobândit de-a lungul anilor o bună cunoaștere a oamenilor, a preocupărilor acestora, văzute în contextul noilor relații determinate de accelerarea dezvoltării industriale. Firul epic al romanului este simplu: o echipă de zilieri colindă orașele în căutare de lucru, lăsându-și nevestele acasă să desfășoare, cum pot, munca agricolă. Autorul posedă tehnica unei bune scrieri, așa încât, dacă în prima parte a romanului, folosindu-se de experiența povestirilor publicate anterior, conturează un personaj colectiv, caracterizat de un limbaj sugubăț, în cea de-a doua, când se apleacă mai mult asupra gândurilor pe care le au eroii săi, observându-le reacțiile și trăirile în diferite situații, reușește să scoată la iveală pagini solide, capabile să susțină o arhitectură interesantă, durabilă.
Scriitorul a decupat o bucată de lume și ne-o arată pe toate fețele, o pune să-și facă singură cronica din față, din culise, din profil. Excelent meșter al dialogului, nu în stil faulknerian, ci în sănătoasa spiță a lui Ion Creangă, scriitorul face o carte din dialoguri. Țăranii lui se nasc vorbind și mor vorbind ca-n somn, mor cu vorbele pe buze. Problemele lor de existență sunt mai mult de nedumerire în fața apelor timpului. Drumul navetei lor nu-i tocmai asfaltat. E o mergere prin hârtoape. Ei pleacă din sat și știu că au plecat, dimineața, din sat. Dar când se intorc nu mai sunt tot atât de siguri că s-au întors. Nu mai găsesc satul și nu se mai găsesc pe ei înșiși. Este simptomatică aspirația unuia din tineri. Iubind această lume, el vrea să fugă din ea. Vrea să se orășenizeze, vrea o meserie și alege drumul șantierului. Lumea veche, arhaică, nu-l mai mulțumește. Motivația nu ne-o dă scriitorul. Ea este numai în subtext.
Capitolul ultim este o metaforă de o frumusețe unică. La două evenimente extreme, o naștere și o moarte, navetiștii, grupul de la fermă, pleacă în crucea nopții, cu o mașina de ocazie (frigorifică) spre sat. Șoferul, glumeț mai întâi, apoi topit de oboseală, uită butonul frigorific deschis, iar țăranii noștri se congelează treptat, treptat. Mor? N-am zice. Parcă i-ar trece, scriitorul, prin această alchimie ciudată, într-o lume a viitorului, nemailăsându-i să piardă nimic. Treptat, treptat, sfătoșenia lor se stinge, gerul îi astupă și ei, în fantomatica lor ambarcațiune, călătoresc spre sat. Spre satul lor, spre un sat al viitorului? Scriitorul nu ne-o spune. Ne lasă singuri pe muchia unei întrebări s-o dezlegăm.

## Premii
- Obține premii pentru publicistică și literatură de la revistele Viața Studențească, Amfiteatru, Scînteia tineretului și Luceafărul.